# Buggenhout
Buggenhout è un comune belga di 14 689 abitanti, situato nella provincia fiamminga delle Fiandre Orientali. Buggenhout ha una stazione ferroviaria sulla linea Gent-Dendermonde-Mechelen.